# Huber Vilmos
Huber Vilmos (Sopron, 1958. május 6. –) festőművész.

## Pályafutása
Tanulmányait szülővárosában, Sopronban, majd Budapesten végezte, első versét nyolcéves korában írta. Az 1980-as évek politikai változásait már külföldön élte meg: 1987-től Bécsben, majd 1989-től az USA-ban élt és alkotott. 2005-ben visszatért Magyarországra, vidéki környezetben él, idejét családjának, a festésnek és a művészeteknek szenteli. Művészete egyre érzékenyebbé válik. Stílusa Neo-Expressionism (Új-Expresszionizmus) amin belül ennek jelentősen lágyabb, romantikusabb változatát  egyéni, érzelmileg töltött látásmódjával PAINTheSOU-nak („lélekfestés”) nevezi el,  Olajjal dolgozik. Kedvelt alapja a falemez. Megfestett témái megvalósítását mindig az egyediség jellemzi. A 13x21cm miniatúrák sorozatát egységesen IMPRESSIONATA néven jegyzi. Stílusában kiforrott, gyökereiben expresszionista egyéniség. Polihisztor. Versei és grafikái ismertek. Verses grafikái jellemzően egyediek.  2019-től kifejezésmódja erősen megváltozik. Előtűnik egy markánsan karakteres egyéniség, aki eddig a puhább tónusok és líraibb hangvétel mögött állt. Festményeinek méretei jelentősen megnőnek, munkái erősen texturáltá válnak. Témáit híres festmények újragondolása-SEEDING*-és petrogliph*uptodating*- a művész kifejezéseit idézve- gyarapítják.  

## Külső hivatkozások
- https://www.youtube.com/watch?v=z2DVCvK_bGY
- http://www.pinterest.com/search/?q=huber+vilmos